# Lac de la Trenche
Lac de la Trenche är en sjö i Kanada.   Den ligger i regionen Mauricie och provinsen Québec, i den sydöstra delen av landet, 300 km nordost om huvudstaden Ottawa. Lac de la Trenche ligger 252 meter över havet. Den ligger vid sjön Lac de l'Aigle.
I omgivningarna runt Lac de la Trenche växer i huvudsak blandskog. Trakten runt Lac de la Trenche är nära nog obefolkad, med mindre än två invånare per kvadratkilometer.